# Rogelio Herques Ibarreta
Rogelio Herques Ibarreta (Sahagún, León, 1843 - Montecarlo, Mónaco, 1888) fue un excéntrico personaje y escritor, hereje excomulgado por escribir la obra anticlerical La religión al alcance de todos.

## Biografía
Rogelio Herques Ibarreta (sus apellidos en realidad eran Herques Navas, aunque siempre usó los de su padre), nacido al parecer en 1843, era hijo de León Herques Ibarreta, diputado provincial y nacional, magistrado y presidente de la audiencia Pretorial de La Habana. Su madre fue Inocencia Navas García.
La vida de Rogelio fue muy intensa. Gustaba de viajar por medio mundo y pasaba largas temporadas en Nueva York, donde tenía negocios con su hermano Robustiano Herques Ibarreta. Rogelio, además de jugador empedernido, era un ateo militante. Llegó a escribir una obra titulada La religión al alcance de todos, un alegato anticlerical del que parece que llegó a vender más de medio millón de ejemplares en aquel tiempo y que le ganó la enemistad perpetua de las autoridades eclesiásticas.
Fernando Sánchez Gómez, vinculado por sangre y afinidad a los Herques, farmacéutico y empresario agrícola de Sahagún, archivo viviente que lo fue de la villa y que llegó a centenario en completa lucidez, ya fallecido, oyó decenas de anécdotas sobre Rogelio a quienes le conocieron: "Mi padre y mi abuelo, que también fueron farmacéuticos, tuvieron mucho trato con él y contaban que era hereje y anticlerical rabioso, alto y magníficamente plantado, buen mozo, un tipo juerguista y deslenguado, disoluto, pendenciero y amante de la buena vida, generoso e independiente. A mi suegro Lucinio del Corral y Flórez le regaló un magnífico reloj de pared que yo conservo. Aunque viajaba de continuo, tenía su domicilio oficial en Sahagún, con una gran biblioteca a su disposición (aparte de un tercerola, eso sí, sobre la mesa de lectura), y aquí escribió el libro. Vivía de las rentas y del juego". Escribe en Sahagún su obra La religión al alcance de todos, considerada por la jerarquía católica como blasfema. En Sahagún se editó por primera vez, financiada por su autor y regalada íntegramente a amigos y conocidos. Posteriormente fue objeto de múltiples ediciones pasando de 500.000 el número de ejemplares que se distribuyeron de dicha obra. El dramático final en el que mata a su hermano y a su cuñada antes de suicidarse en Montecarlo hace de Rogelio un personaje con un perfil psicológico digno de estudio.
La historia parte de la noticia que apareció en el Journal de Mónaco el día 5 de junio de 1888. La noticia decía así:
«Al cerrar esta edición, hemos podido saber que, ayer por la tarde, la villa Anita, en la Rousse, ha sido teatro de un drama familiar, debido a disensiones de orden puramente privado. R., de origen español, acababa de llegar, como de costumbre, a cenar con su hermano y su cuñada, propietarios de la villa. Cuando la criada se disponía a servir los postres, oyó varios disparos de revólver y, corriendo hacia el comedor, vio cómo el invitado hizo nuevos disparos sobre el dueño y la dueña de la mansión. La sirvienta corrió a la calle pidiendo socorro, pero el asesino, volviendo el arma contra sí mismo, se había suicidado. Los carabineros de San Román y los agentes de policía, que acudieron ante los gritos de la doncella, sólo pudieron constatar la muerte de tres personas, que fue confirmada, pocos momentos después, por el doctor Colignon».
El autor de los disparos era Rogelio Herques Ibarreta y las víctimas eran su hermano mayor Robustiano Herques y su cuñada. Parece ser que su cuerpo fue llevado a Sahagún donde fue enterrado en el "Sepulcro del diablo", monumento funerario donde no hay ningún signo religioso y que destaca por sus resonancias claramente masónicas. Para admitirse semejante osadía en un cementerio cristiano habrá de inferirse que ello se debió a la elevada posición de la familia que lo haría posible.
La masonería ya estaría por esas fechas inserta en la siempre progresista villa de Sahagún. Hay pruebas documentales de la creación de la Asociación de los Obreros de Sahagún el primero de noviembre de 1870. Sus objetivos eran cubrir las necesidades del obrero y su familia en casos de enfermedad o muerte, proporcionarle instrucción a través de la creación de una escuela, y paliar las necesidades en las épocas de falta de trabajo, como la que se vivió en aquel momento. Se constituye sobre los seis mil reales legados en testamento por Vicente Arias. Firman las bases de la sociedad los testamentarios Lesmes Franco del Corral, Gumersindo Arias y Justo Misiego. Por entonces ya existían en la villa otras asociaciones como la denominada “Los Artistas”, cuyo ejemplo inspira la creación de esta nueva.
Por entonces (1871) hay noticias de la existencia de la logia masónica Moralidad, perteneciente al Gran Oriente de España y radicada en Sahagún. La coincidencia de fechas y objetivos de la asociación con el carácter filantrópico de los masones hace pensar que estos tuvieron algún papel en la fundación de la Asociación Obrera. En la tumba familiar de María Teresa Herques Ybarreta (hermana de Rogelio) e Hipólito Flórez Herques, presidente este del Comité Republicano de Sahagún, se puede apreciar claramente la simbología masónica. Precisamente Hipólito acoge en su casa a una docena de heridos del Ejército del Norte, durante la tercera guerra carlista, en 1874. Parece fuera de toda duda la vinculación de los Flórez -emparentados con los Herques y con los del Corral- con la masonería.